# Glasno kao šapat
Glasno kao šapat (eng. Loud as a Whisper) je peta epizoda druge sezone američke znanstveno-fantastične serije Zvjezdane staze: Nova generacija. 

## Radnja
Enterpriseu je neočekivano naređeno da krene prema sustavu Ramatis da preveze slavnog posrednika imena Riva na mjesto žestokih sukoba na planetu Solais V.

Na iznenađenje ekipe poslane na planet, pod vodstvom kapetana Picarda, ubrzo postaje jasno da je Riva gluh. Iako može razumjeti što posada govori čitajući njihove usne, njegov jedini način komunikacije je preko Zbora, grupe od troje ljudi koja ne samo što posjeduje značajan dio Rivine osobnosti, već može telepatski čitati posrednikove misli i prevoditi ih u riječi.
Na putu prema Solaisu V, Troi i Riva razviju snažnu obostranu privlačnost. Dok su zajedno, Riva objavljuje svoje ljubavne osjećaje prema Troi koristeći misli i grubi znakovni jezik.
Došavši na ratom razrušeni planet, Riva, njegov Zbor i ekipa s Enterprisea se pripremaju za sastanak s vođama stoljećima zaraćenih strana. Ali kada se svi nađu, jedan vojnik počne pucati svojim oružjem, ubijajući Rivin Zbor. Riva i ostali se brzo teleportiraju natrag na brod kako bi izbjegli nove žrtve.

Suočen s gubitkom svog Zbora, Riva postaje povučen i izgubi svoje samopouzdanje. Iako Data nauči nekoliko oblika znakovnog jezika te može komunicirati s Rivom, Riva odbija vratiti se na planet gdje su njegovi prijatelji nepotrebno ubijeni. Na sreću, Troi uspije nagovoriti Rivu da svoj nedostatak može pretvoriti u prednost
Ponovno na planetu, Riva odbija Datu kao svog prevoditelja, te objavljuje svoje planove da će ostati na planetu i naučiti zaraćene vođe znakovni jezik tako da mogu komunicirati s njime, ali i međusobno.

## Vanjske poveznice
- Glasno kao šapat na startrek.com  Arhivirana inačica izvorne stranice od 15. srpnja 2009. (Wayback Machine)